# Acordo de Washington
O Acordo de Washington (em croata: washingtonski sporazum; em bósnio: vašingtonski sporazum) foi um acordo de cessar-fogo entre a República da Bósnia e Herzegovina e a República Croata da Herzeg-Bósnia, assinado em 18 de março de 1994 em Washington, D.C. Foi assinado pelo primeiro-ministro da Bósnia, Haris Silajdžić, pelo ministro das Relações Exteriores da Croácia, Mate Granić, e pelo presidente da Herzeg-Bósnia, Krešimir Zubak.
Nos termos do acordo, o território combinado controlado pelas forças governamentais da Croácia e da Bósnia foi dividido em dez cantões autônomos, estabelecendo a Federação da Bósnia e Herzegovina e pondo fim à Guerra Croata-Bosníaca. O sistema cantonal foi escolhido para evitar o domínio de um grupo étnico sobre outro.
O Acordo-Quadro de Washington, assinado posteriormente, tinha como um dos seus objetivos a criação de uma federação flexível (ou confederação) entre a Croácia e a Federação da Bósnia e Herzegovina.

## Antecedentes
A guerra eclodiu entre a República Croata da Herzeg-Bósnia, apoiada pela Croácia, e a República da Bósnia e Herzegovina e as Forças de Defesa da Croácia. Durou de 18 de outubro de 1992 a 23 de fevereiro de 1994, e é frequentemente considerada uma “guerra dentro da guerra”, uma vez que fez parte da Guerra da Bósnia, muito mais vasta. Os combates rapidamente se espalharam para a Bósnia Central e, pouco depois, para a Herzegovina, onde se concentraram a maior parte dos combates nessas regiões.
Entre 1992 e 1994, ocorreram muitos massacres e assassinatos, tais como a limpeza étnica do Vale de Lašva, o massacre de Trusina, o massacre de Ahmići, os assassinatos de Sovići e Doljani, o massacre de Vitez, o massacre de Mokronoge, o massacre de Grabovica, o massacre de Uzdol, o massacre de Stupni Do, os assassinatos de Križančevo selo, massacre de Zenica, bombardeio de Gornji Vakuf, massacre de Busovača e o ataque terrorista de Stari Vitez. Batalhas, operações e cercos também foram comuns durante esse período, como a batalha de Žepče, Bugojno, cerco de Mostar, Operação Neretva '93 e Operação Tvigi 94.